# Bansho-Shirabesho

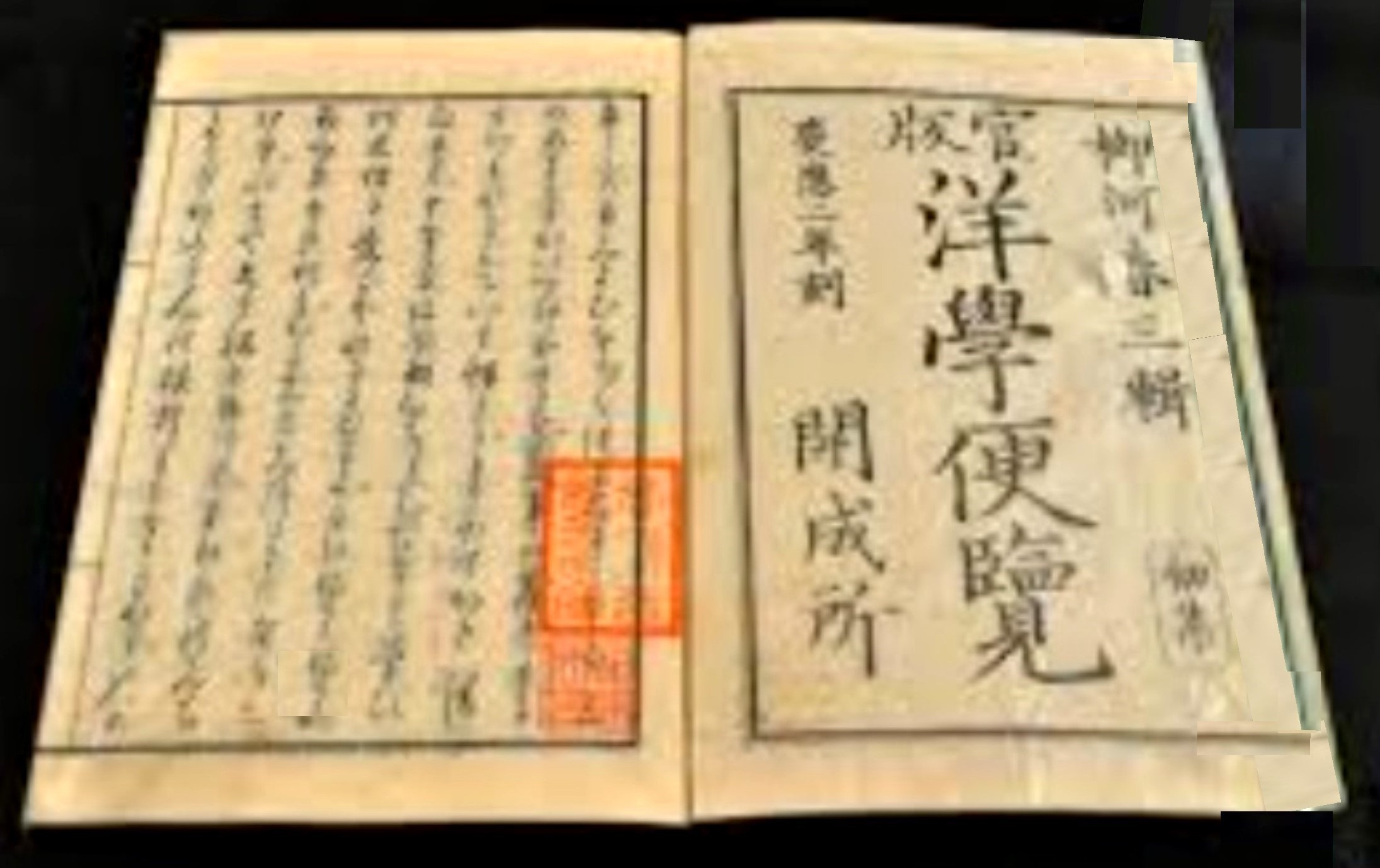
„Yōgaku Binran“ (Yanagawa Shunsan)

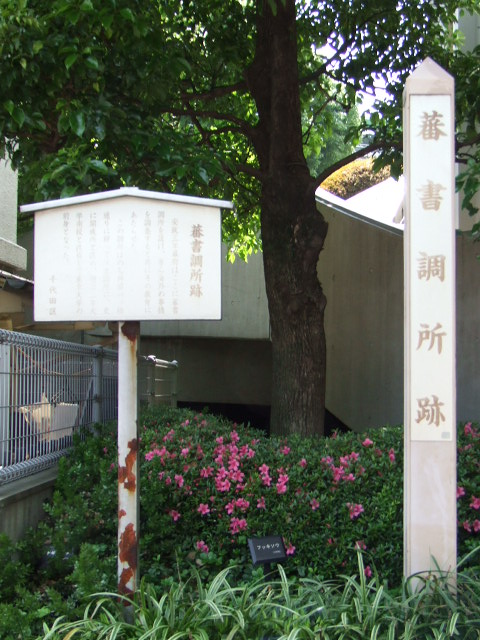
Bansho Shirabesho, Gedenktafel

Das Bansho-Shirabesho (japanisch 蕃書調所) war eine japanische Forschungs- und Bildungseinrichtung für Studien westlicher Literatur des Shogunats gegen Ende der Edo-Zeit.

## Übersicht
Nach der Ankunft der amerikanischen Schiffe unter dem Kommando von Matthew Calbraith Perry im Jahr 1853 versuchte das Shogunat, seine diplomatischen und militärischen Fähigkeiten anzupassen. Eine Maßnahme war die Gründung einer Institution, die sich mit westlichen Studien befassen sollte. Im Jahr 1855 begannen die Vorbereitungen unter dem vorläufigen Namen „Schule der Westlichen Wissenschaften“ (洋学所, Yōgakusho), geleitet von ihrem Direktor, dem Konfuzianisten und Beamten Koga Kin’ichirō (古賀 謹一郎; 1816–1884).
1856 wurde die Studien- und Unterrichtsstätte unter der Leitung von Rōjū Abe Masahiro unter dem Namen „Bansho-Shirabesho“, etwa „Untersuchungsanstalt für westliche Bücher“, eröffnet, wobei die Eröffnungszeremonie im Januar des folgenden Jahres stattfand. Damit begann die westliche Ausbildung für die Gefolgsleute des Shoguns und ihre Kinder. Anfangs besuchten täglich etwa 100 Menschen die Schule. Die Zahl der Lehrkräfte stieg schrittweise von 15 zum Zeitpunkt der Eröffnung auf 22 im Jahr 1859. Als Ii Naosuke 1858 die Kontrolle über das Shogunat übernahm, geriet das Bansho-Shirabensho innerhalb des Shogunats in Verruf. Es wurde 1859 von Kudan Sakashita (九段坂下) nach Ogawa-machi (小川町) in ein kleineres Gebäude verlegt.
Zu den Aufgaben des Zentrums gehörten Übersetzung und Recherchen ausländischer Bücher, die Ausbildung in Kunde des Westens, die Zensur ausländischer und übersetzter Bücher, das Drucken und Veröffentlichen sowie einige technische Schulungen. Zunächst wurde nur Niederländisch als Studiensprache angeboten, doch von 1860 bis 1862 wurden nacheinander verschiedene Abteilungen für Wissenschaft und Technologie eröffnet, darunter für Englisch, Französisch und Deutsch als Fremdsprachen sowie für Instrumente, Produkte und Mathematik.
Das Gebäude wurde schließlich 1862 vor das Hitotsubashi-Tor (一橋門) verlegt. Das Bansho Shirabesho erhielt in dem Jahr den moderneren Naman „Yōsho Shirabesho“ (洋書調所) – etwa „Institut für westliche Wissenschaften“ und hieß ab 1863 schließlich „Kaiseijo“ (開成所).
Nach der Meiji-Restauration 1868 wurde die Einrichtung von der Meiji-Regierung übernommen. Sie wurde zu einer der Vorgängereinrichtungen der Universität Tokio.

### Lehrer und Forscher
Berühmte Gelehrte waren tätig, wie
- Kanda Takahira (1830–1898)
- Katō Hiroyuki (1836–1916)
- Kawakami Tōgai (1828–1881)
- Kawamoto Kōmin  (1810–1871)
- Kikuchi Dairoku (1855–1917)
- Kusaka Genzui (1840–1864)
- Mitsukuri Gempo (1799–1863)
- Nishi Amane (1829–1897)
- Ōmura Masujirō (1824–1869)
- Sugita Seikei (1817–1859)
- Terashima Munenori (1832–1893)
- Tsuda Mamichi (1829–1903)
- Yanagawa Shunsan (1832–1870)